# Ettore Sottsass

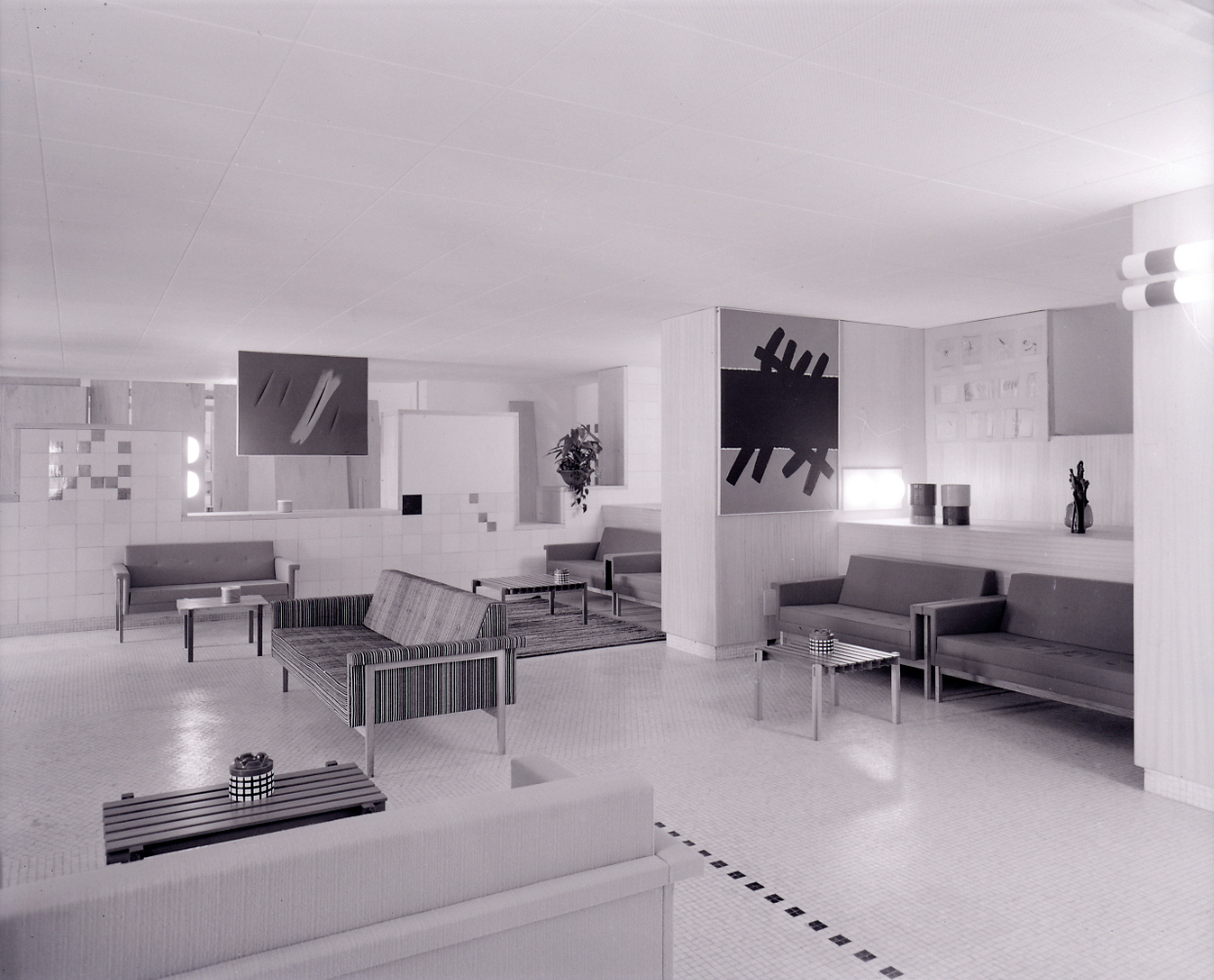
12 Triennale de Milão, mobiliário para interiores concebidos por Sottsass. Photo por Paolo Monti, 1960.

Ettore Sottsass (Innsbruck, Áustria, 14 de setembro de 1917 - Milão, Itália, 31 de dezembro de 2007), filho de pai italiano e mãe austríaca, foi um dos expoentes do desenho italiano do pós-guerra, tendo se formado arquiteto pela Universidade Politécnica de Turim em 1939. Durante a Guerra de 1945, serviu num campo de concentração na Iugoslávia. Em seguida, instalou-se em Milão, em 1946, onde iniciou sua carreira abrindo um estúdio próprio. Em 1958, passou a ser responsável pelo design dos produtos Olivetti, ofício que lhe traria o reconhecimento internacional. Ali, criou produtos não só inovadores como também esteticamente atraentes, influenciados pelas culturas pop e beat da década de 1960, associando o nome da empresa ao design industrial de ponta.

A Elea 9003, primeira calculadora italiana, ganhou para a Olivetti o prêmio Compasso de Ouro, em 1959. Em 1963, Sottsass criou a máquina de escrever Praxis; em 1964, a Tekne; e em 1969, a de maior sucesso, Valentine, de plástico vermelho-vivo.
"Chama-se Valentine e foi inventada para ser utilizada em toda a parte, exceto no escritório. A sua finalidade não é evocar a monotonia das horas de escritório, mas fazer companhia aos poetas amadores, que cortejam as musas ao domingo no campo ou para decorar uma mesa de um estúdio, como objeto de cor viva." Revista Abitare, 1969.
Em 1970, criou a Synthesis 45, cadeira de escritório em cores vivas de modo que a alegria penetrasse no ambiente de trabalho. Expôs as suas criações no Studio Alchimia, fundado em 1976, também em Milão, tornando-se o ponto de encontro da vanguarda pós-radical com Ettore Sottsass e jovens arquitetos e designers como Alessandro Mendini (n.1931), Michele De Lucchi (n.1952), Andrea Branzi (n.1938), Aldo Cibic (n.1955) e Nathalie Du Pasquier (n.1957).
Em 11 de dezembro de 1980, fundou o famoso grupo Memphis, com De Lucchi e Branzi, movimento antidesign que veio a caracterizar o estilo pós-moderno e que passou a reunir designers preocupados em produzir objetos e mobiliário que servissem ao debate sobre o design contemporâneo. Com motivos da arquitetura clássica e do kitsch dos anos 50, materiais baratos como o laminado plástico e cores ousadas, davam mais ênfase à aparência do que à funcionalidade preconizada pelo design moderno da Bauhaus. O nome Memphis, em uma atitude dadaísta, foi tirado da música de Bob Dylan, sendo escolhido por lembrar o blues, o Tennessee e também o Egito.
A primeira exposição do grupo ocorreu na Feira do Móvel de Milão, em setembro de 1981, obtendo enorme sucesso, apesar das críticas. O evento se repetiria todos os anos até 1988, quando o grupo se desfez consciente de que não era mais possível surpreender. Sottsass já havia abandonado o grupo em 1985, concentrando suas atividades no estúdio Sottsass Associati, onde voltou a dedicar-se à arquitetura, trabalhando em projetos para cadeias de lojas, prédios públicos e residências.
Mesmo com sua dissolução em 1988, o grupo Memphis influenciou muito o design pelo mundo afora. Apesar de todas as contradições, permitiu ao design se liberar de sua vocação unicamente utilitária. Alguns dos conceitos propostos ainda permanecem, como o uso de cores fortes e contrastantes em móveis e utensílios; e também o uso do plástico, que pelas mãos dos italianos, ganhou formas originais e ar refinado, além de contribuir para baratear o design e abrir caminho para a aceitação de objetos como os do celebrado designer francês Philippe Starck.
Ettore Sottsass faleceu em Milão, aos 90 anos, em 31 de dezembro de 2007.